# Dirty Iyanna
Dirty Iyanna è un singolo del rapper statunitense YoungBoy Never Broke Again pubblicato il 12 dicembre 2019.

## Video musicale
Il videoclip ufficiale è stato pubblicato sul canale ufficiale del rapper.

## Tracce
1. Dirty Iyanna – 2:59